# الجدول الزمني للانتخابات الرئاسية الأمريكية 2024
يقدم هذا الجدول الزمني لمحة عن الأحداث قبل وأثناء وبعد الانتخابات الرئاسية الأمريكية لعام 2024. ستكون هذه الانتخابات هي الأولى التي تُجرى بناءً على بيانات التعداد السكاني التي أُجريت في عام 2020. بالإضافة إلى التواريخ الإلزامية التي تحددها القوانين الفيدرالية ذات الصلة، مثل الدستور الأمريكي وقانون فرز الأصوات، وبعض المعالم الرئيسية التي حددتها لجنة مكغفرن-فريزر في عام 1971.

## 2020
- - 7 نوفمبر: إعلان فوز جو بايدن في الانتخابات الرئاسية لعام 2020، وفقًا لتوقعات مجموعة من وسائل الإعلام الكبرى، متفوقًا على الرئيس المنتهية ولايته دونالد ترامب.[1]
  - 18 ديسمبر : أصدرت المحكمة العليا الأمريكية بالاجماع قرارها في قضية ترامب ضد نيويورك فيما يتعلق بتعداد الولايات المتحدة لعام 2020، مما سمح فعليًا بمذكرة ترامب الرئاسية الصادرة في يوليو 2020، والتي طلب فيها من وزارة التجارة استبعاد التقديرات المتعلقة بعدد المهاجرين غير الشرعيين. حيث ألغت المحكمة القرار السابق للمحكمة الإبتدائية الأمريكية، موضحةً أن القضية لم تكن تتوفر على أدلة كافية للنظر فيها ولم تستوفِ الشروط القانونية اللازمة. عارض القاضي ستيفن بريير هذا الحكم، وانضم إليه القاضيان سونيا سوتومايور وإيلينا كاغان، حيث اعتبروا أنه كان ينبغي على المحكمة العليا أخذ الحكم السابق بعين الاعتبار ومراجعته بدلاً من تجاهله.[2]
  - 31 ديسمبر : فشل مكتب الإحصاء الأمريكي في الالتزام بالموعد النهائي لتسليم نتائج تعداد عام 2020 وتقديم البيانات الجديدة للرئيس المنتهية ولايته دونالد ترامب.[3]

## 2021
- 6 يناير: اقتحام كابيتول الولايات المتحدة 2021: اقتحم أنصار ترامب مبنى الكابيتول الأمريكي في محاولة لتعطيل فرز الأصوات الانتخابية.
- 13 يناير : عزل الرئيس ترامب للمرة الثانية بسبب الأحداث التي وقعت في الأسبوع السابق.
- 20 يناير : تنصيب جو بايدن رئيسًا للولايات المتحدة السادس والأربعين، وكامالا هاريس نائبةً للرئيس التاسع والأربعين.
- 13 فبراير : برّأت المحكمة العليا ترامب من التهم الموجهة إليه، مما حافظ على أهليته للترشح مرة أخرى.
- 26 أبريل : أُعلن عن أرقام توزيع  [لغات أخرى]‏ تعداد السكان لعام 2020، التي تحدد توزيع أصوات المجمع الانتخابي للانتخابات في 2024 و2028.
- 26 يونيو : بدأ ترامب بتنظيم سلسلة من التجمعات الجماهيرية على غرار الحملات الانتخابية.[4]

## 2022
- 19 يناير: الرئيس بايدن يؤكد عزمه على إبقاء نائبة الرئيس كامالا هاريس شريكة له في الانتخابات الرئاسية لعام 2024.[5]
- 27 فبراير: فوز الرئيس السابق دونالد ترامب في استطلاع آراء CPAC لعام 2022 بفارق يزيد عن 30 نقطة.[6]
- 8 مارس: وزيرة الخارجية السابقة هيلاري كلينتون تُعلن أنها لن تترشح مجددًا في انتخابات 2024.[7]
- 10 مارس: أعلن كوري ستابلتون، وزير الخارجية السابق في ولاية مونتانا، أنه شكل لجنة رسمية لدراسة إمكانية ترشيحه للرئاسة.[8]
- 16 مارس: دونالد ترامب يعلن أنه إذا ترشح لإعادة انتخابه، لن يكون نائبه السابق مايك بنس شريكه في الترشح.[9]
- 9 أبريل: مسؤولون استخباراتيون أمريكيون يشيرون إلى أن الرئيس الروسي فلاديمير بوتين قد يطلق حملة أخرى للتدخل في الانتخابات الرئاسية، مشابهة لتلك التي حدثت في 2016 و2020.[10]
- 14 أبريل: صوتت اللجنة الوطنية الجمهورية بالإجماع على الانسحاب من لجنة المناظرات الرئاسية.[11]
- 15 أبريل: اللجنة الوطنية الجمهورية تؤيد إعطاء الأولوية لوضع ولايتا آيوا ونيوهامشير كأولى الولايات في إجراء الانتخابات التمهيدية.[12]
- 24 يونيو: أعلنت المحكمة العليا في الولايات المتحدة في قضية دوبس ضد منظمة جاكسون لصحة المرأة، أن الدستور لا يمنح الحق في الإجهاض. أثار هذا القرار جدلاً واسعًا، حيث أصبح الإجهاض قضية حساسة في جميع أنحاء البلاد.[13]
- 6 يوليو: أشارت المروجة الروسية أولغا سكايايفا أن روسيا يمكن أن تعمل على إعادة ترامب إلى الرئاسة في 2024.[14]
- 14 يوليو: يصرح ترامب في مقابلة مع الصحفية أوليفيا نوزي من موقع إنتليجنسير، قال ترامب أنه قرر أن يترشح للانتخابات مرة أخرى، ويفكر فيما إذا كان سيعلن ذلك قبل أو بعد الانتخابات النصفية.[15]
- 29 يوليو: النائب الأمريكي دين فيليبس، يصبح أول مسؤول منتخب من الحزب الديمقراطي في الكونغرس يقول إن بايدن يجب ألا يترشح للرئاسة في 2024.[16][17]
- 5 أغسطس: RNC تعلن أن مدينة ميلووكي ستكون موقع المؤتمر الوطني الجمهوري لعام 2024.[18]
- 8 أغسطس: مكتب التحقيقات الفيدرالي (FBI) ينفذ مذكرة تفتيش في تفتيش مكتب التحقيقات الفيدرالي لمار أيه لاغو تتعلق بالتحقيق الجنائي ضد الرئيس السابق ترامب.[19]
- 19 أغسطس: الفيلسوف والمرشح الدائم جيروم سيغال يعلن عن حملته الرئاسية، ليصبح أول مرشح مؤكد في الانتخابات التمهيدية الديمقراطية لعام 2024.[20]
- 8 نوفمبر: الانتخابات النصفية: الحزب الديمقراطي يحتفظ بالسيطرة على مجلس الشيوخ الأمريكي، حيث فاز بمقعد واحد جديد في بنسلفانيا، بينما الحزب الجمهوري استعاد السيطرة على مجلس النواب الأمريكي بزيادة تسع مقاعد، مستعيدًا الأغلبية التي فقدها في انتخابات 2018.
- 11 نوفمبر: وزير خارجية ولاية مونتانا السابق كوري ستابلتون يعلن عن نيته في الترشح للانتخابات الرئاسية 2024 كمرشح جمهوري، ليصبح أول مرشح مؤكد للانتخابات التمهيدية الجمهورية لعام 2024.[21][22]
- 15 نوفمبر: الرئيس السابق دونالد ترامب يعلن ترشحه في تجمع أمام منتجعه مارالاغو في بالم بيتش بفلوريدا.[23][24]
- 18 نوفمبر: المدعي العام الأمريكي ميريك غارلاند يفتح تحقيقًا في دور الرئيس السابق ترامب في هجوم الكابيتول وتحقيق مكتب التحقيقات الفيدرالي في تعامل دونالد ترامب مع وثائق حكومية، برئاسة المدعي الخاص جاك سميث.[25]
- 18–22 نوفمبر: يُعقد مؤتمر التحالف الجمهوري اليهودي، الذي يُعتبر أول حدث كبير من نوعه في الدورة الانتخابية في لاس فيغاس، نيفادا.[26]
- 20 نوفمبر:
  - أعلنت محافظة ولاية ساوث كارولينا السابقة والسفيرة لدى الأمم المتحدة نيكي هايلي أنها تفكر في الترشح للرئاسة.[27]
  - المغني والمرشح لعام 2020 كانييه ويست يؤكد بشكل غير رسمي حملته لرئاسة 2024 أثناء إجابته على أسئلة المصورين.[28]
- 22 نوفمبر: التقى كانييه ويست مع دونالد ترامب في منتجع مارا لاغو، إلى جانب نيك فوينتيس، حيث زُعم أن ويست عرض على ترامب أن يكون شريكه في الانتخابات.[29][30]
- 1–3 ديسمبر: تجتمع لجنة القواعد واللوائح في اللجنة الوطنية الديمقراطية لوضع اللمسات الأخيرة على جدول الانتخابات التمهيدية للدورة المقبلة.[31]
- 15 ديسمبر: بناءً على تورط ترامب في هجوم 6 يناير على الكابيتول، يقدم النائب ديفيد سيسيليني مشروع قانون يمنع ترامب من الترشح لمناصب عامة مرة أخرى بموجب القسم 3 من التعديل الرابع عشر للدستور، الذي يستبعد المرشحين الرئاسيين الذين شاركوا في تمرد ضد الولايات المتحدة.[32]
- 29 ديسمبر: يوقع الرئيس بايدن على قانون إصلاح فرز الأصوات الانتخابية وتحسين عملية الانتقال الرئاسي، الذي يطور ويعدل الإجراءات المتبعة لفرز الأصوات الانتخابية وعملية الانتقال الرئاسي.[33]

## 2023

### يناير 2023
- 6 يناير : رفع جون أنتوني كاسترو، وهو مرشح رئاسي غير بارز، دعوى قضائية فيدرالية ضد دونالد ترامب مدعيًا عدم أهليته للترشح.[34]
- 26 يناير : أقر المجلس التشريعي في ميشيغان مشروع قانون ينقل موعد الانتخابات التمهيدية الرئاسية للولاية إلى فبراير، وهو ما ينتهك قواعد الحزب الجمهوري وقد يؤدي إلى استبعاد مندوبيه.[35]

### فبراير 2023
- 4 فبراير : وافقت اللجنة الوطنية الديمقراطية على جدول جديد للانتخابات التمهيدية، حيث نُقل موعد الانتخابات في ولاية كارولينا الجنوبية إلى 3 فبراير، تليها ولاية نيفادا ونيوهامبشاير في 6 فبراير، وجورجيا في 13 فبراير، وميشيغان في 27 فبراير. أما أيووا، التي عادةً ما تكون أول ولاية، فستُجرى في وقت لاحق خلال موسم الانتخابات.[36][37] كما منحت اللجنة ولايتي جورجيا ونيوهامشير حتى يونيو لتعديل قوانينهم لتتوافق مع التواريخ الجديدة. حيث يتطلب قانون نيوهامشير أن تكون أول ولاية تُجرى فيها الانتخابات التمهيدية، بينما قانون جورجيا يشترط إجراء الانتخابات التمهيدية للديمقراطيين والجمهوريين في نفس اليوم. لكن من غير المرجح أن يحدث ذلك لأن كلتا الولايتين لديهما هيئات تشريعية يسيطر عليها الجمهوريون.[38]
- 14 فبراير: أعلنت السفيرة السابقة للأمم المتحدة ومحافظة ولاية كارولينا الجنوبية نيكي هيلي ترشحها للحصول على ترشيح الحزب الجمهوري للرئاسة  [لغات أخرى]‏.[39]
- 21 فبراير: أعلن الكاتب ورجل الأعمال فيفيك راماسوامي ترشحه لمنصب رئيس الجمهورية.[40]

### مارس 2023
- 1-4 مارس : عقد مؤتمر العمل السياسي المحافظ لعام 2023 في ناشيونال هاربور بولاية ماريلاند، بمشاركة المرشحين ترامب وهايلي ورامسوامي كمتحدثين.[41]
- 2 مارس : أعلن رجل الأعمال بيري جونسون عن حملته الانتخابية بعد خروجه من مؤتمر العمل السياسي المحافظ (CPAC)، بعد أن أنفق أمواله الخاصة على إعلانات في سوبر بول تروّج لترشحه في الشهر الذي قبله.[42]
- 3 مارس: أعلن الحزب الديمقراطي الوطني دعمه الكامل لإعادة انتخاب الرئيس بايدن، وذكر أنه لا يخطط لاستضافة أي مناظرات رسمية.[43]
- 4 مارس:
  - أعلنت الكاتبة ماريان ويليامسون عن حملتها للترشح لانتخابات الحزب الديمقراطي للرئاسة، لتكون أول منافسة رئيسية للرئيس الحالي بايدن.[44]
  - فاز ترامب في استطلاع رأي مؤتمر العمل السياسي المحافظ لعام 2023، متقدمًا على المرشح المحتمل رون دي سانتيس بفارق 42 نقطة.[45]
- 5 مارس: أعلن محافظ ولاية ماريلاند السابق لاري هوجان، أنه لن يترشح لانتخابات الحزب الجمهوري للرئاسة في عام 2024.[46]
- 6 مارس: وفقًا لمصادر مقربة من دونالد ترامب، أفاد موقع أكسيوس عن وجود قائمة قصيرة للمتنافسين المحتملين على منصب نائب الرئيس لدونالد ترامب، تضم السفيرة السابقة للأمم المتحدة نيكي هيلي، والمذيعة السابقة كاري ليك، ومحافظة ولاية ساوث داكوتا كريستي نويم، ومحافظة ولاية أركنساس سارة هاكابي ساندرز.[47]
- 16 مارس : أعلن المرشح الرئاسي المستقل جو إكزوتيك أنه سيترشح للرئاسة من داخل السجن الفيدرالي.[48]
- 18 مارس: عُقد منتدى الرؤية 24 التابع لمجلس عائلة بالميت في تشارلستون بولاية ساوث كارولينا، بحضور نيكي هالي والمرشح المحتمل تيم سكوت.[49]
- 30 مارس: وُجهت اتهامات إلى الرئيس السابق دونالد ترامب من قبل هيئة محلفين كبرى في مانهاتن، بسبب فضيحة المدفوعات السرية المتعلقة بستورمي دانيلز.[50]

### أبريل 2023
2 أبريل:
- - أعلن المحافظ السابق لولاية أركنساس إيسا هاتشينسون، بشكل غير رسمي عن ترشحه خلال مقابلة حصرية مع جوناثان كارل من قناة إيه بي سي نيوز.[51]
  - بدأت منظمة نو ليبلز، وهي منظمة سياسية وسطية تدعو إلى التعاون بين الحزبين، في استكشاف خيارات لدعم قائمة موحدة في الانتخابات الرئاسية.[52]

4 أبريل:سلم الرئيس السابق دونالد ترامب نفسه للسلطات وقدم إقرارًا ببراءته من جميع التهم الجنائية الـ34 الموجهة إليه في نيويورك.
5 أبريل: الناشط تشايس أوليفر، الرئيس السابق للحزب الليبرالي في أتلانتا، يعلن عن حملته للترشح في الانتخابات التمهيدية الرئاسية لحزب الليبرالي.
6 أبريل:
- - روبرت كينيدي جونيور يترشح للانتخابات التمهيدية للحزب الديمقراطي لعام 2024 لمنافسة بايدن.[55]
  - أقر مجلس تشريع أيداهو مشروع القانون رقم 138، مما نقل تاريخ الانتخابات التمهيدية الرئاسية في الولاية إلى مايو، مع إلغاء التاريخ الأصلي في مارس.[56][57]
- 11 أبريل: يعلن الحزب الديمقراطي أن مؤتمره سيعقد في شيكاغو، إلينوي.[58]
- 12 أبريل: أعلن السيناتور الأمريكي من ولاية كارولينا الجنوبية، تيم سكوت، عن تشكيل لجنة لدراسة إمكانية ترشحه للرئاسة.[59]
- 14 أبريل:
  - رفض وزير الخارجية الأمريكي السابق مايك بومبيو الترشح لانتخابات الترشيح الرئاسي للحزب الجمهوري.[60]
  - ذكرت صحيفة ذا ديلي بيست أن حملة كانييه ويست قد شهدت ركودًا لعدة أشهر نتيجةً للصراعات الداخلية بين أعضاء الفريق وافتقار ويست للاهتمام بالحملة.[61]
- 14–15 أبريل: عقدت رابطة البنادق الوطنية الأمريكية اجتماعها السنوي ومعرضها لعام 2023 في إنديانابوليس، مع حضور عدد من المرشحين للرئاسة.[62]
- 19 أبريل: أعلن روبرت ف. كينيدي جونيور، المحامي البيئي وابن روبرت ف. كينيدي، رسميًا عن حملته الرئاسية خلال حدث خاص في بوسطن.[63]
- 20 أبريل: لاري إيلدر، مضيف إذاعي ومحامٍ، ومرشح في انتخابات استدعاء حاكم كاليفورنيا 2021، يُعلن رسميًا عن حملته الرئاسية خلال مقابلة في برنامج تكر كارلسون الليلة.[64]
- 23 أبريل: أُقيم حدث الانطلاق السنوي لائتلاف الإيمان والحرية في ولاية آيوا في مدينة كليفي، وحضره العديد من المرشحين الحاليين والمحتملين للرئاسة من الحزب الجمهوري.[65]
- 25 أبريل:
  - أعلن الرئيس الديمقراطي الحالي جو بايدن عن ترشحه لإعادة الانتخاب في 2024.[66]
  - رفع ترامب مستوى الغموض حول مشاركته في المناظرات التمهيدية عبر منصة تروث سوشل، مشيرًا إلى أنه لا يريد أن يتعرض "للتشهير والإساءة."[67]
- 26 أبريل: أعلن أسا هاتشينسون رسميًا عن ترشحه خلال تجمع انتخابي في بينتونفيل، أركنساس.[68]

### مايو 23
- 3 مايو : ذكرت مجلة فوربس أن فريق حملة راماسوامي، قام بدفع أموال لمحرر لتعديل صفحته على ويكيبيديا، وإزالة المعلومات التي تربطه بجورج سوروس.[69]
- 4 مايو : وزير خارجية ولاية جورجيا، براد رافينسبيرجر يحدد موعد الانتخابات التمهيدية الديمقراطية في جورجيا ليكون في 12 مارس، رافضًا طلب اللجنة الوطنية الديمقراطية بأن تُجرى هذه الانتخابات في 13 فبراير.[70]
- 6 مايو : جيروم سيغال يعلق حملته الانتخابية الرئاسية ليترشح بدلاً من ذلك لمنصب عضو مجلس الشيوخ الأمريكي عن ولاية ماريلاند.[71]
- 9 مايو : أُدين ترامب بتهمة الاعتداء الجنسي وتشويه سمعة المؤلفة إي جين كارول، وأُمر بدفع تعويضات قدرها 5 ملايين دولار.[72]
- 10 مايو : تستضيف شبكة سي إن إن لقاءً مباشرًا مع دونالد ترامب، وهي المرة الأولى التي يظهر فيها ترامب مع شبكة كبيرة غير فوكس نيوز منذ أكتوبر 2020.[73][74]
- 19 مايو : قام السيناتور الأمريكي تيم سكوت بتقديم الأوراق الرسمية للترشح للرئاسة.[75]
- 22 مايو : أطلق تيم سكوت حملته الرئاسية  [لغات أخرى]‏ رسميًا خلال تجمع في جامعته السابقة، جامعة تشارلستون الجنوبية.[76]
- 24 مايو : بعد أشهر من التكهنات، أعلن محافظ ولاية فلوريدا، رون دي سانتيس عن إطلاق حملته الرئاسية خلا مقابلة مع إيلون ماسك عبر منصة تويتر سبيسز.[77][78]
- 31 مايو : رفع الحزب الجمهوري في نيفادا دعوى قضائية ضد وزير خارجية ولاية نيفادا لتغيير طريقة اختيار المندوبين الرئاسيين في نيفادا من انتخابات حزبية إلى انتخابات تمهيدية.[79]

### يونيو 2023
- 2 يونيو: وضعت اللجنة الوطنية الجمهورية قواعد مناظرتها الرئاسية الأولى، حيث اشترطت على المرشحين جذب 40,000 متبرع فريد مع حد أدنى في استطلاعات الرأي يبلغ 1%.[80]
- 3 يونيو:
- حضر المرشحون الجمهوريون حدث جمع التبرعات "تحميص وركوب" الذي نظمته السناتورة الأمريكية جوني إرنست في دي موين، آيوا.[81]
  - كما أعلن حزب التضامن الأمريكي عن ترشيح بيتر سونسكي، عضو مجلس إدارة المدرسة من ولاية كونيتيكت، ليكون مرشحهم للرئاسة في انتخابات 2024.[82]
- 4 يونيو: أُعيد حساب روبرت ف. كينيدي جونيور على إنستغرام بعد أن عُلق في فبراير 2021 بسبب مشاركته معلومات مضللة حول لقاح كوفيد-19.[83]
- 5 يونيو:
- قدم نائب الرئيس السابق مايك بنس، الذي شغل منصبه تحت إدارة ترامب، الأوراق اللازمة للترشح للرئاسة.[84]
- أعلن محافظ ولاية نيوهامشير، كريس سونونو، أنه لن يترشح للحصول على ترشيح الحزب الجمهوري للرئاسة في 2024، رغم أنه كان قد أعرب سابقًا عن اهتمامه بذلك.[85]
- أعلن الفيلسوف كورني ويلست أنه سيترشح للرئاسة كمرشح لحزب الشعب.[86]
- 6 يونيو:
- أعلن محافظ نيوجيرسي السابق كريس كريستي، الذي كان مرشحًا في انتخابات 2016، أنه سيبدأ حملته الرئاسية خلال حدث في كلية سانت أنسيلم.[87]
- 7 يونيو:

13 يونيو: سلم الرئيس السابق دونالد ترامب نفسه وقدم إقرار ببرائته لجميع التهم الجنائية الـ37 في محكمة فدرالية في ميامي.
14 يونيو:
- أعلن مايك بنس رسميًا عن حملته الرئاسية خلال فعالية في مدينة أنكني، آيوا، بمناسبة عيد ميلاده الرابع والستين.[88]
- محافظ ولاية داكوتا الشمالية، يُعلن دوغ بورغوم عن حملته الرئاسية خلال تجمع في فارغو، ليصبح أول شخص من ولايته يترشح للرئاسة.[89][90]
- 8 يونيو: وُجهت الاتهامات للرئيس السابق دونالد ترامب للمرة الثانية بناءً على التحقيق الذي أجرته المستشارة الخاصة، سميث.[91]
- 10 يونيو: افق الحزب الجمهوري في ميشيغان على خطة جديدة لتحديد المندوبين. ستُحدد غالبية المندوبين استنادًا إلى نتائج الاجتماعات المحلية التي ستُعقد في مارس، بعد الانتخابات التمهيدية المقررة في فبراير.[92]
- 11 يونيو: أظهر استطلاع رأي من جامعة سوفولك أن 8 من كل 10 ناخبين ديمقراطيين يرغبون في رؤية بايدن يناقش مرشحين ديمقراطيين آخرين.[93]
- 13 يونيو: مثل الرئيس السابق دونالد ترامب أمام محكمة فدرالية في ميامي، حيث سلم نفسه وأعلن براءته من جميع التهم الجنائية الـ37 الموجهة إليه.[94]
- 14 يونيو:
  - أعلن كورنيل ويست عن نيته في الترشح لانتخابات الحزب الأخضر من أجل تعزيز استراتيجية ائتلاف.[95]
  - عمدة ميامي فرانسيس سواريز يتقدم بملف للترشح للرئاسة لدى اللجنة الانتخابية الفيدرالية.[96]
- 15 يونيو:
- فرانسيس سواريز يُعلن رسميًا عن ترشحه للرئاسة في مكتبة رونالد ريغان الرئاسية.[97]
- في مقابلة له على برنامج تجربة جو روغان، يُعبّر كينيدي عن قلقه من احتمال تعرضه للا اغتيال من قبل وكالة المخابرات المركزية.[98]
- أعلنت حركة لاتسميات أنهم لن يرشحوا مرشحًا ثالثًا إذا كان بايدن يتقدم بشكل كبير على ترامب بحلول الربيع، مؤكدين أنهم لا يرغبون في المخاطرة بتأثير سلبي على الانتخابات قد يصب في مصلحة ترامب.[99]
- 17 يونيو: يبدأ الرئيس جو بايدن حملته في تجمع في فيلادلفيا.[100]
- 20 يونيو: في مقابلة مع بريت باير، يذكر ترامب أنه لم يتخذ قرارًا نهائيًا بشأن المشاركة في المناظرة الأولية.[101]
- 22 يونيو: النائب السابق في الولايات المتحدة ويل هيرد يعلن عن ترشحه للرئاسة.[102]
- 22-24 يونيو: تعقد ائتلاف الإيمان والحرية مؤتمرًا للسياسات في واشنطن، حيث حضر جميع المرشحين الجمهوريين الرئيسيين باستثناء بيرغوم.[103]
- 23 يونيو: يذكر ويل هيرد أنه لن يوقع على تعهد اللجنة الوطنية الجمهورية لدعم المرشح النهائي، مما يستبعده من المناظرات الأولية.[104]
- 26 يونيو: صوت الحزب الجمهوري في أيداهو للموافقة على تنظيم تجمع رئاسي في مارس.[105]
- 29 يونيو: يزور بنس أوكرانيا ويلتقي بالرئيس فولوديمير زيلينسكي، مميزًا نفسه عن باقي منافسيه الجمهوريين.[106]
- 30 يونيو – 1 يوليو: تعقد الأمهات من أجل الحرية قمتها الوطنية تحت عنوان المحاربون المرحون في وسط فيلادلفيا.[107]

### يوليو 2023
- 6 يوليو : أعلن الحزب الجمهوري في فلوريدا أنه يجب على المرشحين أن يوقعوا على تعهد لدعم المرشح النهائي للحزب إذا أرادوا أن يظهروا في قائمة الناخبين خلال الانتخابات التمهيدية في الولاية.[108]
- 7 يوليو : أعلن دي سانتيس أنه سيشارك في المناظرة التمهيدية الأولى سواء اختار ترامب الحضور أم لا.[109]
- 8 يوليو : حدد الحزب الجمهوري في آيوا تاريخ المؤتمرات الحزبية الرئاسية ليكون في 15 يناير، وهو أول موعد لهذه المؤتمرات منذ عام 2012.[110]
- 10 يوليو : بدأت حملة دوج بورجوم في تقديم بطاقات هدايا بقيمة 20 دولارًا للناخبين الذين يتبرعون بمبلغ دولار واحد على الأقل كتكتيك للتأهل للمناظرات.[111]
- 12 يوليو : قامت شركة مورنينغ كونسلت بإصدار استطلاع رأي يُعتبر الأول من نوعه لتحديد من المرشحين المؤهلين للمشاركة في المناظرات، حيث تجاوز ثمانية مرشحين عتبة الواحد بالمائة.[112]
- 13 يوليو : أصدرت محكمة مقاطعة نيفادا حكما ضد طلب الحزب الجمهوري في الولاية بمنع الانتخابات التمهيدية التي تديرها الولاية. أشار الجمهوريون في ولاية نيفادا إلى أنهم سيقاطعون الانتخابات التمهيدية وسيعقدون مؤتمرهم الحزبي الخاص في وقت لاحق.[113]
- 14 يوليو : تعقد منظمة ذا فاميلي ليدر قمة القيادة في دي موين، أيوا. تمت دعوة الرئيس بايدن وروبرت كينيدي، لكنهما اعتذرا عن الحضور.[114]
- 15 يوليو : أفادت تقارير من مصدر داخلي أن حملة دي سانتيس فصلت عددًا من الموظفين في ظل صعوبات في جمع التبرعات.[115]
- 15-16 يوليو : تستضيف منظمة تورنينغ بوينت آكشن مؤتمرها في مركز مؤتمرات مقاطعة بالم بيتش  [لغات أخرى]‏ في فلوريدا، بحضور العديد من المرشحين، بما في ذلك ترامب.[116]
- 16 يوليو :
  - صرح دي سانتيس أنه سوف يفكر في محافظة ولاية آيوا، كيم رينولدز كمرشحة لمنصب نائب الرئيس إذا فاز بالترشيح.[117]
  - ترامب يفوز في استطلاع رأي مؤتمر ورنينغ بوينت آكشن، بحصوله على 86% من التأييد. وفي استطلاعات الرأي لمنصب نائب الرئيس، فازت كاري ليك بنسبة 30%، وبايرون دونالدز  [لغات أخرى]‏ بنسبة 24% ورامسوامي بنسبة 22%.[118]
- 25 يوليو : تعرض دي سانتيس وأعضاء من طاقمه لحادث سيارة خارج تشاتانوغا، تينيسي؛ لم يصب المحافظ بأذى بينما أصيب أحد الموظفين بجروح طفيفة.[119]
- 28 يوليو : يحضر المرشحون الجمهوريون حفل عشاء لينكولن الذي نظمه الحزب الجمهوري في ولاية أيوا في دي موين.[120]

### أغسطس 2023
- 1 أغسطس: وُجهت للرئيس السابق دونالد ترامب اتهامات للمرة الثالثة بسبب مزاعم تتعلق بمشاركته في محاولات لقلب نتائج انتخابات الرئاسة الأمريكية لعام 2020.[121]
- 3 أغسطس: سلم الرئيس السابق دونالد ترامب نفسه وقدم طلب براءة من جميع التهم الجنائية الأربعة في محكمة فدرالية في واشنطن، العاصمة.[122]
- 4 أغسطس: كريس كريستي يصبح ثاني مرشح رئاسي يزور أوكرانيا.[123]
- 9 أغسطس: في مقابلة على نيوزماكس، يصرح ترامب بأنه لن يلتزم بدعم المرشح النهائي للحزب الجمهوري، وهو أحد الشروط المطلوبة للتأهل لمناظرات الانتخابات التمهيدية.[124]
- 10-20 أغسطس: يُعقد معرض ولاية أيوا، وهو محطة تقليدية للحملات الرئاسية، في دي موين، حيث يظهر مرشحو الحزب الجمهوري طوال الحدث.[125]
- 11 أغسطس: عيّن ميريك غارلاند ديفيد سي. وايس كمستشار خاص للتحقيق في قضية هانتر بايدن، ابن الرئيس بايدن.[126]
- 14 أغسطس:
  - وُجهت للرئيس السابق دونالد ترامب اتهامات للمرة الرابعة مع 18 متهمًا آخرين من قبل هيئة محلفين كبرى بتهمة محاولة تغيير نتائج الانتخابات في جورجيا.[127]
  - يُحدد الجمهوريون في نيفادا يوم 8 فبراير موعدًا لمؤتمر الحزب احتجاجًا على الانتخابات التمهيدية التي تديرها الدولة.[128]
- 18 أغسطس:
- يُقام حدث ذا غاثرينغ الذي ينظمه إريك إريكسون، ويحضره عدد من الجمهوريين البارزين، في أتلانتا.[129]
- 19 أغسطس:
  - المرشح الليبرالي تشايس أوليفر يتحدث في المنبر السياسي لجريدة دي موين ريجستر  [لغات أخرى]‏، ليصبح أول مرشح من حزب ثالث يفعل ذلك.[130]
  - راماسوامي يصرح بأنه لن يقبل عرضًا ليكون مرشح الحزب الجمهوري لمنصب نائب الرئيس.[131]
- 20 أغسطس:
  - لورى هوغان يصرح أن منظمة نو ليبلز من المحتمل جدًا أن تطرح مرشحًا من حزب ثالث إذا فاز كل من بايدن وترامب بترشيحات حزبيهما.[132]
    - السيناتور الجمهوري بيل كاسيدي يدعو ترامب للانسحاب من السباق، بعد توجيه أربع اتهامات جنائية ضده.[133]
    - يؤكد ترامب عبر منصة "تروث سوشال" أنه لن يشارك في أي مناظرات تمهيدية.[134]

  - 21 أغسطس: يعلن الحزب الجمهوري الوطني عن أسماء المرشحين الثمانية الذين سيشاركون في المناظرة التمهيدية الأولى.[135]
  - 23 أغسطس: تُعقد أول مناظرة تمهيدية للرئاسة الجمهورية لعام 2024 في فيزر فورم في ميلووكي، بتنظيم من قناة فوكس نيوز.[136]
  - 24 أغسطس: يسلم الرئيس السابق ترامب نفسه في جورجيا ليصبح أول رئيس تُلتقط له صورة جنائية.[137]
  - 25 أغسطس: يبدأ سكرتير ولاية نيو هامبشاير ديفيد سكنلان التحقيق في إمكانية استبعاد دونالد ترامب من بطاقة الاقتراع التمهيدية باستخدام التعديل الرابع عشر.[138]
  - 29 أغسطس:
    - يعلق فرانسيس سواريز حملته الرئاسية، ليصبح أول مرشح رئيسي يقوم بذلك.[139]
    - في مقابلة مع غلين بيك، يُشيد ترامب براماسوامي، مشيرًا إليه كمرشح محتمل لمنصب نائب الرئيس.[140]

### سبتمبر 2023
- 6 سبتمبر : قدمت مجموعة من الناخبين، بقيادة منظمة المواطنون من أجل المسؤولية والأخلاق في واشنطن، دعوى قضائية في دنفر لإزالة ترامب من قائمة الناخبين في ولاية كولورادو.[141]
- 7 سبتمبر :
  - أعلنت الناشطة المجتمعية كلوديا دي لا كروز عن حملتها كمرشحة لحزب الاشتراكية والتحرير.[142]
  - قدم جون أنطوني كاسترو دعوى قضائية في ولاية فيرجينيا الغربية للطعن في حق ترامب في الترشح في الانتخابات التمهيدية.[143]
- 9 سبتمبر : رفع ستيفن ياجمان دعوى قضائية لمنع ترامب من المشاركة في الانتخابات التمهيدية في كاليفورنيا.[144]
- 12 سبتمبر :
- قُدِّمت دعوى قضائية في مينيسوتا تدعي عدم أهلية ترامب للترشح في الانتخابات التمهيدية بسبب انتهاكه للمادة الثالثة من التعديل الرابع عشر. تُعتبر هذه الدعوى واحدة من العديد من الدعاوى المقدمة في ولايات مختلفة استنادًا إلى أن ترامب شارك في تمرد خلال أحداث هجوم الكابيتول في 6 يناير.[145]
- أعلن كيفن مكارثي، رئيس مجلس النواب، أنه سيبدأ تحقيقًا بشأن إمكانية عزل جو بايدن، متهمًا إياه بأنه استفاد من صفقات تجارية مع ابنه هانتر.[146]
- 13 سبتمبر : أعلن وزير الخارجية سكانلان أنه لن يمنع ترامب من المشاركة في الانتخابات التمهيدية في نيو هامبشاير.[147]
- 14 سبتمبر : وجهت تهم إلى هانتر بايدن بشأن ثلاث قضايا تتعلق بالسلاح من قبل هيئة محلفين اتحادية في ويلمنغتون بولاية ديلاوير.[148]
- 16 سبتمبر :
  - اعتُقل رجل مسلح ينتحل صفة أحد رجال المارشال الأمريكيين في فعالية حملة روبرت كينيدي جونيور في لوس أنجلوس.[149]
  - نظم ائتلاف الإيمان والحرية في أيوا مأدبته السنوية في مدينة دي موين.[150]
- 25 سبتمبر : أعلنت اللجنة الوطنية الجمهورية أن سبعة مرشحين سيشاركون في المناظرة التمهيدية الثانية، مع عدم تأهل هاتشينسون.[151]
- 27 سبتمبر : انعقدت المناظرة الرئاسية التمهيدية الثانية للحزب الجمهوري في مكتبة رونالد ريجان الرئاسية في سيمي فالي، كاليفورنيا، استضافتها قناة فوكس بيزنس.[152]
- 30 سبتمبر : رفعت منظمة حرية التعبير للشعب دعواها القضائية الثانية لإزالة ترامب من الاقتراع الأولي في الانتخابات التمهيدية، وهذه المرة في ميشيغان.[153]

### أكتوبر 2023
- 4 أكتوبر: بدأت محاكمة في نيويورك تتعلق بمنظمة ترامب وعدد من الأشخاص الآخرين، في مانهاتن.
- 5 أكتوبر: ينسحب كورنيل ويست من الانتخابات التمهيدية للحزب الأخضر ليترشح كمستقل.[154]
- 6 أكتوبر: توصلت اللجنة الوطنية الديمقراطية (DNC) إلى اتفاق مع حزب الديمقراطيين في أيوا، يسمح بإجراء مؤتمرات أيوا الديمقراطية أولاً في 15 يناير 2024، ولكن سيتم التصويت على المرشحين الرئاسيين أيضًا عبر بطاقات الاقتراع البريدية حتى يوم الثلاثاء، 5 مارس 2024[155]
- 9 أكتوبر:
- ينسحب روبرت ف. كينيدي جونيور من الانتخابات التمهيدية الديمقراطية ويطلق حملة مستقلة.[156]
- ينسحب ويل هيرد من الانتخابات التمهيدية للحزب الجمهوري، مؤيدًا حملة نيكي هيلي.[157]
- 12 أكتوبر: يعلن المعلق التقدمي جينك أويغور عن حملته الرئاسية. وعلى الرغم من إعلانه، فإن أويغر غير مؤهل لتولي منصب الرئيس لأنه وُلِد في تركيا لأبوين غير أمريكيين.[158]
- 13 أكتوبر: ينسحب كوري ستابلتون من الانتخابات التمهيدية للحزب الجمهوري.[159]
- 13–14 أكتوبر: تُعقد قمة القيادة "الأولى في الأمة" في ناشوا، نيو هامبشير.[160]
- 16 أكتوبر: تطلق حملة بايدن حسابًا على منصة تروث سوشال.[161]
- 20 أكتوبر:
  - محامي كاني ويست أعلن إن كانييه ويست لم يعد ينوي الترشح للرئاسة.[162]
  - ينسحب بيري جونسون من سباق الرئاسة بعد فشله في التأهل للمناظرات.[163]
  - 24 أكتوبر: مع تقدم مسؤولي ولاية نيو هامبشير وفقًا لقانون ولايتهم الذي يلزمهم بإجراء الانتخابات التمهيدية الأولى في البلاد، ورفضهم طلب اللجنة الوطنية الديمقراطية بإجراء الانتخابات بعد ولاية كارولاينا الجنوبية، أعلنت جولي شافيز رودريغيز، مديرة حملة بايدن، أنه لن يظهر اسم بايدن على بطاقة الاقتراع في انتخابات نيوهامبشير التمهيدية.[164]
  - 26 أكتوبر:
    - يعلق لاري إلدير حملته الرئاسية ويؤيد ترامب.[165]
    - يحاول رجل التسلل إلى منزل روبرت ف. كينيدي جونيور في برنتوود، لوس أنجلوس، ويُعتقل على يد شرطة لوس أنجلوس.[166]
    - النائب الأمريكي دين فيليبس يقدم أوراقه للترشح ضد الرئيس بايدن للحصول على ترشيح الحزب الديمقراطي.[167]
    - 27 أكتوبر: يطلق دين فيليبس حملته الرئاسية في كونكورد، نيو هامبشير.[168]
    - 27–29 أكتوبر: ينعقد القمة السنوية لائتلاف الجمهوريين اليهود في لاس فيغاس.[169]
    - 28 أكتوبر: يعلق مايك بنس حملته الرئاسية، ويعلن ذلك في قمة الائتلاف الجمهوري اليهودي.[170]

### نوفمبر 2023
- 4 نوفمبر: تُعقد قمة حرية فلوريدا في كيسيمي، فلوريدا، التي يستضيفها الحزب الجمهوري في الولاية.[171]
- 8 نوفمبر: تُعقد المناظرة الرئاسية التمهيدية الثالثة للجمهوريين في ميامي.[172]
- 9 نوفمبر: الناشطة جيل ستاين، مرشحة الحزب الأخضر في 2012 و2016، تعلن عن ترشحها للرئاسة.[173]
- 12 نوفمبر: تيم سكوت يعلن عن تعليق حملته الرئاسية على قناة فوكس نيوز.[174]
- 13 نوفمبر: تدعو مجلة المراجعة الوطنية، كريس كريستي ودوج بورغوم إلى الانسحاب من السباق الرئاسي بعد انسحاب بنس وسكوت، مشيرةً إلى انخفاض إلى انخفاض أرقام استطلاعاتهم.[175]
  - 14 نوفمبر: قاضٍ في لاية ميشيغان يُقرر أن ترامب سيبقى، مدرجًا كمرشح على ورقة الاقتراع في الانتخابات التمهيدية في الولاية.[176]
  - 15 نوفمبر: يُحدد موعد الانتخابات التمهيدية في نيوهامبشير ليكون في 23 يناير 2024، متحديًا الجدول الزمني المخطط من قبل اللجنة الوطنية الديمقراطية (DNC).[177]
  - 17 نوفمبر: قاضٍ في كولورادو يرفض محاولة لإزالة ترامب من بطاقة الاقتراع في الانتخابات التمهيدية بالولاية.[178]
  - 30 نوفمبر:
    - يشارك دي سانتيس في مناظرة تلفزيونية مع حاكم ولاية كاليفورنيا غافين نيوزوم، التي تُبث على فوكس نيوز ويقوم شان هانيتي بإدارتها.[179]
    - الحزب الديمقراطي في فلوريدا يقدم اسم بايدن فقط كمرشح إلى وزير خارجية الولاية، مما يؤدي إلى إلغاء الانتخابات التمهيدية في فلوريدا.[180]

### ديسمبر2023
- 2 ديسمبر: أطلق قادة مسلمون أمريكيون حملة بعنوان #تخلوا_عن_بايدن في في ديترويت، ميشيغان، ردًا على تعامل بايدن مع الحرب الفلسطينية الإسرائيلية.[181]
- 4 ديسمبر: يعلن دوغ بورغوم عن تعليق حملته الرئاسية بعد عدم تمكنه من التأهل للمناظرة المقبلة.[182]
- 5 ديسمبر: كينيدي يرفع دعوى قضائية ضد نائب حاكم يوتا، دييدري هندرسون ومدير انتخابات الولاية، مدعيًا أن الموعد النهائي المبكر للتسجيل في الولاية يمنع المرشحين المستقلين من الحصول على حق الاقتراع.[183]
- 6 ديسمبر: تُعقد المناظرة التمهيدية الرابعة للمرشحين الجمهوريين في جامعة ألاباما في توسكالوسا.[184]
- 7 ديسمبر:
  - عُقد منتدى المرشحين الأقل شهرة في معهد نيوهامبشير للسياسة، حيث حضر عشرون مرشحًا من الفئات الأقل شهرة، يمثلون الحزبين الجمهوري والديمقراطي.[185]
  - راماتسوامي يلتقي بمسؤولي الحزب الليبرتاري في أيوا للاستفسار عن إمكانية ترشحه كمرشح ليبرتاري.[186]
- 8 ديسمبر: كاسي دي سانتيس تدعو الناخبين من خارج آيوا للمشاركة في مؤتمرات الولاية، وهو ما اعتبره البعض تشجيعًا على التصويت غير القانوني.[187]
- 9 ديسمبر: النائب راندي فينسترا ينظم فعالية بعنوان "الإيمان والعائلة" في مدينة سيو سنتر، أيوا.[188]
  - 11 ديسمبر: اعتقالت السلطات تايلر أندرسون من دوفر، نيوهامبشير ووجهت له تهم تهديد راماتسوامي بالقتل، بعد أن أبلغ فريقه الأمني السلطات المحلية عن رسائل نصية تم إرسالها إلى الحملة.[189]
  - 11 ديسمبر: آرت أوليفييه، العمدة السابق لمدينة بلفلور في كاليفورنيا، يقدم أوراق ترشحه كمرشح لحزب الليبرتاري للرئاسة.[190]
  - 13 ديسمبر:يصوت مجلس النواب الأمريكي على بدء التحقيق في عزل الرئيس جو بايدن، وكانت النتيجة 221 صوتًا مؤيدًا مقابل 212 معارضًا. وصوت النواب وفقًا لانتمائهم الحزبي لدعم القرار، الذي يقول الجمهوريون إنه يمنحهم صلاحيات أكبر لجمع الأدلة.[191]
  - 16–19 ديسمبر: يُعقد مهرجان أمريكا فيست 2023 برعاية تورنينغ بوينت يو إس إيه في مركز المؤتمرات في في فينيكس، أريزونا.[192]
  - 19 ديسمبر: في حكمها في قضية أندرسون ضد غريسولد، تقرر المحكمة العليا في كولورادو أن ترامب غير مؤهل للظهور على بطاقة الاقتراع في الانتخابات التمهيدية في الولاية، ليصبح بذلك أول مرشح رئاسي يُستبعد استنادًا إلى التعديل الرابع عشر. وتصدر المحكمة على الفور قرارًا بتعليق حكمها لحين النظر في الاستئنافات المقدمة إلى المحكمة العليا الأمريكية.[193]
- 28 ديسمبر:
  - وزيرة الخارجية في ولاية مين، شينا بيلوز، تقرر استبعاد ترامب من بطاقة الاقتراع في الولاية. وقد عُلّق القرار في انتظار احتمال تقديم استئناف في المحكمة.[194]
  - وزيرة الخارجية في كاليفورنيا، شيرلي ويبر، تصادق على إدراج ترامب في بطاقة الاقتراع بالولاية، رغم الدعوات لإزالته من نائبة الحاكم إيليني كونالاكيس ومسؤولين آخرين في الولاية.[195]
  - 30 ديسمبر: حملة #تخلوا_عن_بايدن تعلن عن خطط للتوسع إلى جميع الولايات الخمسين.[196]

## يناير 2024
- 5 يناير: وافقت المحكمة العليا الأمريكية على النظر في استئناف ترامب بشأن قرار إزالته من قائمة الاقتراع في الانتخابات التمهيدية في كولورادو.[197]
- 7 يناير: أُلغي منتدى أيوا براون آند بلاك، المقرر عقده في 13 يناير،[198] بسبب عدم تلقي عدد كافٍ من المشاركات.[199]
- 8 يناير: استضافت كلية نيو إنجلاند مناظرة بين المرشحين الأساسيين في الحزب الديمقراطي، ويليامسون وفيليبس، في مانشستر، نيوهامبشير.[200] بُثت المناظرة عبر راديو الأقمار الصناعية سيريوس إكس إم، أدارها جوش ماكلفين المدير السياسي السابق لدبليو إم يو آر.[201]
- 10 يناير:
  - كريس كريستي يعلق حملته الرئاسية بعد أن فشل في التأهل للمناظرة المقبلة.[202]
  - تُعقد المناظرة الخامسة للانتخابات التمهيدية الجمهورية في جامعة دريك في مدينة دي موين، بولاية أيوا، تستضيفها قناة CNN.[203]
  - صرح ترامب خلال ندوة لقناة فوكس نيوز، بأنه قد اختار بالفعل الشخص الذي سيكون نائبه، لكنه يرفض الكشف عن هويته.[204][205]
- 12 يناير:
  - يبدأ التصويت عبر البريد في التجمعات الانتخابية الديمقراطية في ولاية أيوا.
  - السيناتور الأمريكي راندي بول يُطلق موقعًا إلكترونيًا بعنوان "نفر نكي".[206]
  - استضافت قناة نيوز نايشن منتدى لمرشحي الحزب الديمقراطي، شارك فيه ويليامسون وفيليبس ويوغر. دعا المنتدى بايدن لكنه لم يحضر. أدار النقاش دان أبراهامز.[207]
  - قام النائب العام الأمريكي، ميريك غارلاند، بتعيين روبرت هير كمستشار خاص ليتولى التحقيق في قضية تعامل الرئيس بايدن مع الوثائق السرية.[208]
- 15 يناير:مؤتمرات ولاية أيوا
  - فاز ترامب في المؤتمرات الحزبية الرئاسية الجمهورية في ولاية أيوا، وهو أول حدث من نوعه في الانتخابات التمهيدية للجمهوريين.[209]
  - أنهى فيفيك راماسوامي، الذي حصل على المركز الرابع، حملته الانتخابية للرئاسة وأعلن دعمه لترامب.[210]
- 16 يناير:
- أوقف إيسا هاتشينسون حملته الانتخابية بعد أن حصل على المركز السادس في مؤتمرات آيوا، وأعلن دعمه لهيلي.[211]
- يعلن كينيدي عن تشكيل حزب نحن الشعب في محاولة للحصول على حق الوصول إلى قوائم الاقتراع.[212]
- ألغيت المناظرة السادسة للانتخابات التمهيدية للجمهوريين، التي كان من المقرر إجراؤها في كلية سانت أنسيلم في غوفستون، نيوهامشير في 18 يناير،[213] والتي كانت ستستضيفها قناة إيه بي سي نيوز.[214]
- 17 يناير: أُلغيت المناظرة السادسة للانتخابات التمهيدية الرئاسية الجمهورية، التي كانت مقررة في كلية سانت أنسيلم في 21 يناير،[213] والتي كانت ستستضيفها قناة سي إن إن.[215]
- 18 يناير:
  - نظم فيليبس فعاليات لحملته الانتخابية في مدينتي مانشستر وهانوفر في ولاية نيوهامشير، مع مشاركة أندرو يانغ، الذي كان مرشح الحزب الديمقراطي في الانتخابات التمهيدية عام 2020[216]
  - استضافت مؤسسة الانتخابات الحرة والمتساوية مناظرة لمرشحي الحزب الديمقراطي للرئاسة في استوديوهات تشيلسي التلفزيونية في مدينة نيويورك، أدارتها كريستينا توبين.[217] دُعي جميع المرشحين الذين سجلوا في قوائم الاقتراع في أربع ولايات على الأقل،[218] وهم بايدن، وفيليبس، وويليامسون، وأويغور، وغابرييل كورنيخو، وستيفن ليونز، وجايسون بالمر،[218] وفرانك لوزادا. لكن أربعة فقط من هؤلاء المرشحين قرروا المشاركة في المناظرة.[219]
- 20 يناير: صرح فيليبس لموقع أكسيوس، أنه يعتقد أن بايدن لا يستطيع الاستمرار في منصبه كرئيس لمدة أربع سنوات إضافية. وأضاف موضحًا: "في هذا العمر، لا يمكنه إدارة الرئاسة بالطريقة التي يحتاجها البلد والعالم الآن. وهذه حقيقة لا يمكن إنكارها."[220]
- 21 يناير: أعلن رون دي سانتيس عن توقف حملته الانتخابية للرئاسة ودعمه لترامب.[221]
- 22 يناير: بدأ مكتب المدعي العام في نيوهامشير تحقيقًا في مكالمة آلية تستخدم تقنية التزييف الصوتي العميق، والتي كانت تحتوي على رسالة مزيفة لبايدن تشجع الناس على عدم التصويت في الانتخابات التمهيدية بالولاية.[222]
- 23 يناير: حقق الرئيس بايدن الفوز في الانتخابات التمهيدية الديمقراطية في نيوهامشير من خلال الأصوات المكتوبة، وهي انتخابات غير ملزمة.[223]
  - فاز ترامب في الانتخابات التمهيدية الجمهورية في الولاية.[224]
- 25 يناير: رشح الحزب التقدمي في أوريغون كورنيل ويست لتمثيل الحزب في بطاقة الاقتراع الخاصة بالولاية.[225]
- 26 يناير: أصدرت هيئة المحلفين حكمًا يلزم دونالد ترامب بدفع 83 مليون دولار لإي. جان كارول كتعويضات إضافية تتعلق بالأذى العاطفي والتشهير بالإضافة إلى عقوبات مالية. وقد قامت كارول بتعديل دعواها الأصلية بتهمة التشهير لتشمل حتى التعليقات التي أدلى بها ترامب بعد الحكم في مايو 2023.[226]
- 27 يناير: شارك الرئيس بايدن والنائب فيليبس في عشاء احتفالي للحزب الديمقراطي أقيم في مدينة كولومبيا بولاية ساوث كارولينا.[227]
- 31 يناير: أعلن كورنيل ويست عن إنشاء حزب "العدالة للجميع" بهدف زيادة فرص وصوله إلى بطاقات الاقتراع.[228]

### فبراير 2024
2 فبراير:
- أجّل قاضٍ في واشنطن العاصمة محاكمة ترامب المتعلقة بتدخلاته في الانتخابات إلى أجل غير مسمى.[229]
- المحكمة العليا في ويسكونسن تأمر بالإجماع مسؤولي الانتخابات بإدراج فيليبس في قائمة مرشحي الانتخابات التمهيدية الرئاسية، بعد أن استبعدته لجنة انتخابات ويسكونسن.[230]
- 3 فبراير:
  - الرئيس بايدن يفوز في الانتخابات التمهيدية للحزب الديمقراطي في ساوث كارولينا.[231]
  - أُلغيت الانتخابات التمهيدية للحزب الديمقراطي في ديلاوير، لأن بايدن كان المرشح الوحيد الذي قدم أوراق ترشحه قبل الموعد النهائي في 2 فبراير.[232][233][234]
- 5 فبراير: أصدر المستشار الخاص روبرت هير، تقريره بشأن تعامل بايدن مع الوثائق السرية. وأكد أنه لا توجد تهم جنائية ضده، لكنه أشار إلى أن التحقيق كشف أدلة تؤكد أن بايدن احتفظ عمدًا بعدد من الوثائق السرية وكشف عنها بعد أن أصبح مواطنًا عادياً.[235]
- 6 فبراير: الانتخابات التمهيدية الرئاسية في نيفادا (منظمة من قبل الدولة).[236]
  - فاز الرئيس بايدن في الانتخابات التمهيدية للحزب الديمقراطي في نيفادا.[237]
  - فازت نيكي هايلي في الانتخابات التمهيدية للحزب الجمهوري في نيفادا، رغم أن خيار "لا أحد من هؤلاء المرشحين" حصل على أكبر عدد من الأصوات بين جميع الخيارات.[238]
- 7 فبراير: انسحبت ماريان ويليامسون، المرشحة الديمقراطية، من السباق الانتخابي.[239]
- 8 فبراير: فاز ترامب في مؤتمرات الحزب الجمهوري التي أُقيمت في نيفادا وجزر فيرجن الأمريكية.[240][241]
- 11 فبراير: قامت مجموعة سياسية خاصة تدعم روبرت ف. كينيدي جونيور ببث إعلان تجاري خلال مباراة السوبر البول LVIII. كان هذا الإعلان مستوحى من إعلان حملته الانتخابية في عام 1960، مما أثار جدلًا داخل عائلة كينيدي.[242]
- 21 فبراير: أقر ترامب بوجود قائمة مختصرة من المرشحين المحتملين لمنصب نائب الرئيس، وذكر ستة أسماء خلال ندوة استضافتها لورا إنغرام.[243]
- 24 فبراير:
  - فاز ترامب في الانتخابات التمهيدية للحزب الجمهوري في ساوث كارولينا.[244]
  - في استطلاع رأي غير رسمي حول المرشحين المحتملين لمنصب نائب الرئيس خلال مؤتمر CPAC 2024، تعادل في المركز الأول كل من راما سوامي وكريستي نوم، بينما حلت تولسي غابارد في المركز الثاني.[245]
- 25 فبراير: ألقى كينيدي خطابًا في مؤتمر نظمه الحزب الليبرتاري في كاليفورنيا، مما أثار تكهنات بشأن إمكانية ترشحه كمرشح ليبرتاري.[246]
- 26 فبراير: أعلنت رئيسة اللجنة الوطنية الجمهورية رونّا ماكدانييل ونائبها درو ماكيسيك استقالتهما من منصبيهما، على أن تكون سارية اعتبارًا من 8 مارس.[247]
- 27 فبراير:
  - أُقيمت الانتخابات التمهيدية الرئاسية في ميشيغان.
  - فاز الرئيس بايدن في الانتخابات التمهيدية للحزب الديمقراطي في الولاية[248]
  - حقق ترامب الفوز في الانتخابات التمهيدية للحزب الجمهوري.[249]
  - أعلن حزب المساواة الاشتراكي عن ترشحه في الانتخابات الرئاسية، حيث اختار جوزيف كيشور ليكون مرشح الحزب للرئاسة وجيري وايت ليكون مرشحًا لنائب الرئيس.[250]
- 28 فبراير:
  - أعلنت القاضية تريسي بورتر في محكمة مقاطعة كوك أن ترامب غير مؤهل للظهور على بطاقة الاقتراع في الولاية، مع تعليق تنفيذ هذا القرار في انتظار إمكانية الاستئناف.[251]
  - عادت ماريان ويليامسون إلى السباق الرئاسي بعد نتائج الانتخابات التمهيدية في ميشيغان.[252]
- 29 فبراير: استضافت مؤسسة الانتخابات الحرة والمتساوية مناظرة متعددة الأحزاب في استوديوهات تشيلسي في مدينة نيويورك، بإدارة كريستينا توبين.[253]

### مارس 2024
- 1 مارس: تبدأ الانتخابات التمهيدية للحزب الجمهوري في منطقة كولومبيا.
- 2 مارس: فاز ترامب في مؤتمرات الحزب الجمهوري في أيداهو[254] وميشيغان[255] وميسوري.[256]
- 3 مارس: أُعلن فوز هايلي في الانتخابات التمهيدية للحزب الجمهوري في منطقة كولومبيا.[257]
- 4 مارس:
- قضت المحكمة العليا الأمريكية بالإجماع في قضية ترامب ضد أندرسون بأن جهود ولايتي كولورادو وإلينوي وماين لإزالة ترامب من قوائم الناخبين استنادًا إلى التعديل الرابع عشر غير دستورية. وقررت المحكمة بالاجماع بأن هذه السلطة تعود حصريًا للكونغرس، وليس للولايات.[258]
- فاز ترامب في مؤتمرات الحزب الجمهوري في داكوتا الشمالية.[259]
- 5 مارس: الثلاثاء الكبير
- الانتخابات التمهيدية للحزب الديمقراطي:
- فاز الرئيس بايدن في خمس عشرة ولاية: ألاباما، أركنساس، كاليفورنيا، كولورادو، أيوا، مين، ماساتشوستس، مينيسوتا، كارولينا الشمالية، أوكلاهوما، تينيسي، تكساس، يوتا، فيرمونت، وفرجينيا.
- فاز رجل الأعمال جايسون بالمر في المؤتمرات الديمقراطي في ساموا الأمريكية.[260]
- الانتخابات التمهيدية للحزب الجمهوري:
- فاز ترامب في أربع عشرة ولاية: ألاباما، ألاسكا، أركنساس، كاليفورنيا، كولورادو، مين، ماساتشوستس، مينيسوتا، كارولينا الشمالية، أوكلاهوما، تينيسي، تكساس، يوتا، وفرجينيا.[261]
- فازت هايلي في الانتخابات التمهيدية في فيرمونت.[262]
- 6 مارس:
- أعلنت نيكي هايلي تعليق حملتها الانتخابية بعد أدائها الضعيف في يوم الثلاثاء الكبير.[263]
- كما أوقف دين فيليبس حملته الانتخابية وأعلن دعمه للرئيس بايدن.[264]
- فاز الرئيس بايدن في المؤتمرات الحزب الديمقراطي في هاواي.[265]
- 7 مارس: ألقى الرئيس بايدن خطاب حالة الاتحاد لعام 2024.[266]
- 8 مارس:
- انتُخب مايكل واتلي ولارا ترامب رئيسًا ونائب رئيس اللجنة الوطنية الجمهورية، على التوالي.[267]
- فاز ترامب في مؤتمرات الحزب الجمهوري في ساموا الأمريكية.[268]
- 12 مارس:
- فاز الرئيس بايدن في الانتخابات التمهيدية، بكل من ولاية جورجيا، ميسيسيبي، جزر ماريانا الشمالية، وواشنطن، مما مكنه من الحصول على عدد كافٍ من المندوبين ليصبح المرشح المحتمل للحزب الديمقراطي.[269]
- فاز ترامب في الانتخابات التمهيدية في جورجيا، هاواي، ميسيسيبي، وواشنطن، محققًا عددًا كافيًا من المندوبين ليصبح المرشح المحتمل للحزب الجمهوري.[270]
- 15 مارس: فاز ترامب في المؤتمرات الحزبية الجمهورية في جزر ماريانا الشمالية.[271]
- 16 مارس: فاز ترامب في المؤتمرات الحزبية الجمهورية في غوام.[272]
- 19 مارس:
- حقق الرئيس بايدن انتصارًا في الانتخابات التمهيدية في أريزونا، فلوريدا، إلينوي، كانساس، وأوهايو.[273] وعلى الرغم من انسحابه، حصل دين فيليبس على ثلاثة مندوبين في الانتخابات التمهيدية في أوهايو، حيث ظل اسمه على بطاقة الاقتراع في يوم الانتخابات وقد حصل على المندوبين بعد أن تجاوز عتبة 15% من الأصوات المطلوبة في الدوائر الانتخابية الثانية والسادسة والرابعة عشرة في الولاية.[274]
- فاز ترامب في الانتخابات التمهيدية في أريزونا، فلوريدا، إلينوي، كانساس، وأوهايو.
- 22 مارس: تبدأ الانتخابات التمهيدية للحزب الديمقراطي في داكوتا الشمالية، حيث يُحرى التصويت بشكل شبه كامل عبر البريد.[275]
- 23 مارس:
- فاز الرئيس بايدن في الانتخابات التمهيدية في لويزيانا وميسوري.[276][277]
- فاز ترامب في الانتخابات التمهيدية للحزب الجمهوري في لويزيانا.[278]
- 25 مارس: أكدت أنجيلا ماكاردل، رئيسة اللجنة الوطنية الليبرالية، بأنها تجري محادثات مع كينيدي حول إمكانية ترشحه للانتخابات باسم الحزب الليبرالي.[279]
- 26 مارس: أعلن كينيدي عن اختيار نيكول شانهان، المحامية والخبيرة التكنولوجية، لتكون نائبة له في فعالية بأوكلاند، كاليفورنيا.[280]
- 30 مارس: فاز الرئيس بايدن في الانتخابات التمهيدية للحزب الديمقراطي في داكوتا الشمالية.[281]

### أبريل 2024
- 2 أبريل:
- الرئيس بايدن يفوز في الانتخابات التمهيدية في كونيتيكت، نيويورك، رود آيلاند، وويسكونسن.[282] أُلغيت الانتخابات التمهيدية الديمقراطية في ولاية ديلاوير، ومنح المندوبون للرئيس بايدن بشكل مباشر.[283]
- يفوز ترامب أيضًا في الانتخابات التمهيدية في كونيتيكت، نيويورك، رود آيلند، وويسكونسن.
- 10 أبريل: أعلن كورنيل ويست عن اختيار ميلينا عبد الله كرفيقة له في الترشح خلال ظهوره في برنامج تافيس سمايلي.[284]
- 13 أبريل:
- يفوز الرئيس بايدن في المؤتمر الحزبي في ولاية وايومنغ[285] والانتخابات التمهيدية في ألاسكا.[286]
- أعلن كينيدي عن عدم نيته الترشح كمرشح لحزب الليبرتاري.[287]
- 14 أبريل: أرسلت مجموعة من المؤسسات الإخبارية الكبرى رسالة مفتوحة إلى بايدن وترامب، تطلب منهما المشاركة في مناظرات الانتخابات العامة.[288]
- 15 أبريل: تبدأ محاكمة نيويورك ضد دونالد ترامب.[289]
- 18–20 أبريل: يفوز ترامب في الانتخابات التمهيدية للحزب الجمهوري في ولاية وايومنغ.[290]
- 21 أبريل: ترامب يفوز في الانتخابات التمهيدية للجمهوريين في بورتو ريكو.[291]
- 23 أبريل: الانتخابات التمهيدية الرئاسية في بنسلفانيا.
  - الرئيس بايدن يفوز في الانتخابات التمهيدية للحزب الديمقراطي في بنسلفانيا.[292]
  - ترامب يفوز في الانتخابات التمهيدية للحزب الجمهوري في بنسلفانيا.[293]
- من 24 إلى 27 أبريل: يُعقد المؤتمر الوطني للحزب الدستوري في سولت ليك سيتي، يوتا.[294][295]
- 25 أبريل: تبدأ المحاكمة في قضية ترامب ضد الولايات المتحدة.
- 26 أبريل:
  - الرئيس بايدن يصرح في مقابلة مع هوارد ستيرن أنه مستعد للمشاركة في مناظرات الانتخابات العامة مع ترامب.[296]
  - وزير الخارجية الأمريكي أنطوني بلينكن صرح في مقابلة بأن الولايات المتحدة رصدت أدلة على محاولات الصين للتأثير وربما التدخل في انتخابات 2024.[297]
- 27 أبريل:
  - اختير الناشط المناهض للإجهاض راندال تيري ليمثل الحزب الدستوري في انتخابات الرئاسة، مع القس ستيفن برودن كرفيقه في الترشيح.[298]
  - اعتُقلت جيل ستاين مع أكثر من 80 شخصًا آخرين في جامعة واشنطن في سانت لويس خلال الاحتجاجات ضد الحرب الفلسطينية الإسرائيل.[299]
- 27 أبريل: فاز الرئيس بايدن بجميع المندوبين من نيوهامشير في الانتخابات التمهيدية التي نظمها الحزب الديمقراطي في معهد سانت أنسيلم للسياسة.[300][301]
- 28 أبريل:
  - الرئيس بايدن يفوز في الانتخابات التمهيدية للحزب الديمقراطي في بورتو ريكو.[302]
  - عقد ترامب ودي سانتيس اجتماعًا خاصًا في ميامي بتنظيم من ستيف ويتكوف.[303]

### مايو 2024
- 2 مايو: أفادت التقارير أن ترامب قد اختصر قائمة المرشحين المحتملين لنائب الرئيس إلى أربعة أشخاص، وسيعقد اجتماعات خاصة معهم في مار-أ-لاجو. تشمل القائمة برغوم وسكوت، بالإضافة إلى السيناتورين ماركو روبيو من فلوريدا وجي. دي. فانس من أوهايو.[304]
- 7 مايو: الانتخابات التمهيدية الرئاسية في إنديانا
- فاز الرئيس بايدن في الانتخابات التمهيدية للحزب الديمقراطي في إنديانا، بينما فاز ترامب في الانتخابات التمهيدية للحزب الجمهوري.[305]
- ترامب يفوز في الانتخابات التمهيدية الجمهورية في إنديانا.[306]
- 14 مايو:
- حقق الرئيس بايدن الفوز في الانتخابات التمهيدية في ثلاث ولايات، ماريلاند ونيبراسكا ووست فرجينيا. بالنسبة لدين فيليبس،[307][308][309] رغم انسحابه من سباق الانتخابات، تمكن من الحصول على مندوب واحد في الانتخابات التمهيدية في نبراسكا، وذلك لأنه نال أكبر عدد من الأصوات في مقاطعة لوغان.[310]
- حقق ترامب الفوز في الانتخابات التمهيدية في ماريلاند ونيبراسكا ووست فرجينيا.[311][312][313]
- 15 مايو:
- أعلنت سي إن إن عن تنظيم مناظرة رئاسية ستجمع بين بايدن وترامب في 27 يونيو، قبل مؤتمرات الترشيح الخاصة بالحزبين الجمهوري والديمقراطي، بينما أفادت إيه بي سي نيوز بوجود مناظرة أخرى ستعقد في 10 سبتمبر.[314]
- 21 مايو:
- فاز الرئيس بايدن في الانتخابات التمهيدية بولايتين، كنتاكي وأوريغن.[315][316]
- ترامب يفوز في الانتخابات التمهيدية في كنتكي وأوريغون.[317][318]
- 23 مايو:
- فاز الرئيس بايدن في المؤتمرات التابعة للحزب الديمقراطي في أيداهو[319]
- رشح الحزب الإصلاحي كينيدي ليكون مرشحه في الانتخابات.[320]
- 24 مايو: بدأت فعاليات المؤتمر الوطني للحزب الليبرالي في مدينة واشنطن العاصمة.[321]
- 25 مايو: ألقى ترامب خطابًا في المؤتمر الوطني للحزب الليبرالي، ولكنه واجه ردود فعل سلبية من الجمهور الحاضر.[322]
- 26 مايو:
- 30 مايو: أصدرت المحكمة حكمًا بإدانة ترامب بجميع التهم الـ 34 في قضيته في نيويورك، ليصبح بذلك أول رئيس أمريكي يُدان بجريمة جنائية.[323]

### يونيو 2024
4 يونيو:
- فاز الرئيس بايدن في الانتخابات التمهيدية في كل من مقاطعة كولومبيا، مونتانا، نيو جيرسي، نيو مكسيكو، وداكوتا الجنوبية.[324][325][326][327][328]
- حقق ترامب الفوز في الانتخابات التمهيدية في مونتانا، نيو جيرسي، ونيو مكسيكو،[329][330][331] بينما ألغيت الانتخابات التمهيدية في داكوتا الجنوبية.[332]
- 8 يونيو: فاز الرئيس بايدن في المؤتمرات الحزب الديمقراطي في غوام وجزر فيرجن الأمريكية.[333][334]
- 11 يونيو: أنهت ماريان ويليامسون حملتها الانتخابية بعد انتهاء الانتخابات التمهيدية للحزب الديمقراطي.[335]
- 12 يونيو:
- 13 يونيو: عقد ترامب اجتماعًا مع مجموعة من كبار المديرين التنفيذيين، بما في ذلك تيم كوك، وجيمي دايمون، ودوغ مكملون.[336]
- 27 يونيو: عُقدت أول مناظرة انتخابية بين بايدن وترامب، التي استضافتها CNN في أتلانتا، قبل مؤتمرات الترشيح. وقد تزايدت الدعوات لبايدن لتعليق حملته الانتخابية إثر أدائه في المناظرة.[337]

## الجدول الزمني لمشاركة المرشحين
تتضمن التواريخ التالية إعلان المرشحين، بالإضافة إلى تواريخ انسحابهم إن وجدت
| الحزب السياسي | الحزب السياسي           |
| ------------- | ----------------------- |
|               | الحزب الديمقراطي        |
|               | الحزب الجمهوري          |
|               | الحزب الليبرالي         |
|               | حزب الخضر               |
|               | حزب الدستور             |
|               | حزب الاشتراكية والتحرير |
|               | حزب التضامن الأمريكي    |
|               | حزب الشعب               |
|               | مستقل مرشح              |
|               | لجنة استكشافية          |
| الأحداث       |                         |
|               | الانتخابات النصفية      |
|               | مؤتمرات ولاية أيوا      |
|               | الثلاثاء العظيم         |
|               | المناظرة الأولى         |
|               | المناظرة الثانية        |
|               | المؤتمر الجمهوري        |
|               | المؤتمر الديمقراطي      |
|               | يوم الانتخابات          |
|               | يوم التنصيب             |

تعذر تجميع إدخال EasyTimeline:

Timeline generation failed: 8 errors found

Line 82:   from:07/21/2024 till:03/21/2025 color:DEM text:"Harris"

- Plotdata attribute 'till' invalid.

```
 Date '03/21/2025' not within range as specified by command Period.

```

Line 96:   from:11/15/2022 till:03/21/2025 color:REP text:"Trump"

- Plotdata attribute 'till' invalid.

```
 Date '03/21/2025' not within range as specified by command Period.

```

Line 126:   from:04/05/2023 till:03/21/2025 color:LIB text:"C. Oliver"

- Plotdata attribute 'till' invalid.

```
 Date '03/21/2025' not within range as specified by command Period.

```

Line 134:   from:11/09/2023 till:03/21/2025 color:GRN text:"Stein"

- Plotdata attribute 'till' invalid.

```
 Date '03/21/2025' not within range as specified by command Period.

```

Line 137:   from:04/27/2024 till:03/21/2025 color:CON text:"Terry"

- Plotdata attribute 'till' invalid.

```
 Date '03/21/2025' not within range as specified by command Period.

```

Line 140:   from:09/07/2023 till:03/21/2025 color:SOC text:"De la Cruz"

- Plotdata attribute 'till' invalid.

```
 Date '03/21/2025' not within range as specified by command Period.

```

Line 143:   from:02/20/2023 till:03/21/2025 color:AME text:"Sonski"

- Plotdata attribute 'till' invalid.

```
 Date '03/21/2025' not within range as specified by command Period.

```

Line 148:   from:10/05/2023 till:03/21/2025 color:IND text:"C. West"

- Plotdata attribute 'till' invalid.

```
 Date '03/21/2025' not within range as specified by command Period.

```